# Гулд (тауншип, Миннесота)
Гулд (англ. Gould) — тауншип в округе Касс, Миннесота, США. На 2000 год его население составило 249 человек.

## География
По данным Бюро переписи населения США площадь тауншипа составляет 114,6 км², из которых 86,5 км² занимает суша, а 28,0 км² — вода (24,48 %).

## Демография
По данным переписи населения 2000 года здесь находились 249 человек, 95 домохозяйств и 66 семей.  Плотность населения —  2,9 чел./км².  На территории тауншипа расположено 196 построек со средней плотностью 2,3 построек на один квадратный километр. Расовый состав населения: 38,55 % белых, 58,23 % коренных американцев и 3,21 % приходится на две или более других рас. Испанцы или латиноамериканцы любой расы составляли 1,20 % от популяции тауншипа.
Из 95 домохозяйств в 34,7 % воспитывались дети до 18 лет, в 40,0 % проживали супружеские пары, в 17,9 % проживали незамужние женщины и в 29,5 % домохозяйств проживали несемейные люди. 22,1 % домохозяйств состояли из одного человека, при том 8,4 % из — одиноких пожилых людей старше 65 лет. Средний размер домохозяйства — 2,62, а семьи — 2,97 человека.
28,5 % населения — младше 18 лет, 8,4 % — в возрасте от 18 до 24 лет, 25,7 % — от 25 до 44, 24,9 % — от 45 до 64, и 12,4 % — старше 65 лет. Средний возраст — 37 лет. На каждые 100 женщин приходилось 99,2 мужчин.  На каждые 100 женщин старше 18 приходилось 109,4 мужчин.
Средний годовой доход домохозяйства составлял 17 813 долларов, а средний годовой доход семьи —  25 536 долларов. Средний доход мужчин —  27 708  долларов, в то время как у женщин — 17 813. Доход на душу населения составил 9 813 долларов. За чертой бедности находились 34,9 % семей и 42,8 % всего населения тауншипа, из которых 58,8 % младше 18 и 26,3 % старше 65 лет.